# Tour de Colombie 2005
Le Tour de Colombie 2005, qui se déroule du 24 juillet au 7 août 2005, est une épreuve cycliste remportée par le Colombien Libardo Niño. Cette course est composée d'un prologue et de quatorze étapes.

## Classement général
| Classement final | Classement final | Classement final | Classement final  | Classement final    |
|                  | Coureur          | Pays             | Équipe            | Temps               |
| ---------------- | ---------------- | ---------------- | ----------------- | ------------------- |
| 1er              | Libardo Niño     | Colombie         | Lotería de Boyacá | en 54 h 24 min 55 s |
| 2e               | Walter Pedraza   | Colombie         | Orbitel           | + 1 min 14 s        |
| 3e               | Álvaro Sierra    | Colombie         | Orbitel           | + 1 min 34 s        |
| modifier         |                  |                  |                   |                     |